# Belamarapalavalasa
Belamarapalavalasa fou un petit estat tributari protegit de l'Índia, al districte de Ganjam a la presidència de Madras. Tenia una superfície aproximada de 5 km². Els seus ingressos eren de 104 lliures.